# مخيم الطالبية
مخيم الطالبية مخيم لاجئين فلسطينيين يقع في العاصمة الأردنية عمان وإلى الجنوب بجانب مطار الملكة علياء الدولي. يصل عدد سكانه إلى 7000 نسمة، وهو أحد مخيمات اللاجئين الفلسطينيين التي احتضنتها الأردن على أثر النكسة الفلسطينية عام 1967. سمي بالطالبية نسبة إلى مدينة مصرية في الجيزة.
يضم المخيم أكثر من عائلة فلسطينية (حمائل) وأهالي قطاع غزة والضفة الغربية. في العام 1985 شمل المخيم قرار تنظيم منظمة الأمم المتحدة (الأونروا)، وقد تمت صياغة الآلية التنظيمية لإدارة المخيم وشمولية حق العودة لأهاليه من نازحين ولاجئين، ويوجد فيها مدرستين تابعتين لوكالة الغوث الأولى للإناث والثانية للذكور. من الصف الأول إلى العاشر ويوجد فيها مدرسة حكومية ثانوية للبنات.